# Stefan Norris
Stefan Norris (n. 29 aprilie 1894, Varșovia, Imperiul Rus – d. 24 decembrie 1979, București, România) a fost un scenograf originar din Polonia, care s-a stabilit în România în timpul celui de-al Doilea Război Mondial.

## Distincții
- Ordinul Muncii clasa a III-a (10 august 1964) „pentru merite deosebite în opera de construire a socialismului, cu prilejul celei de a XX-a aniversări a eliberării patriei”[4]
- Ordinul „Meritul Cultural” clasa a III-a (1968) „pentru activitate deosebită în domeniul artelor plastice”[5]

## Filmografie
- Robert and Bertram (1938)
- O noapte furtunoasă (1943)
- Răsună valea (1950)
- În sat la noi (1951)
- Titanic-Vals (1965)
- Mastodontul (1975) - în colaborare cu Constantin Simionescu